# Quality Bicycle Products

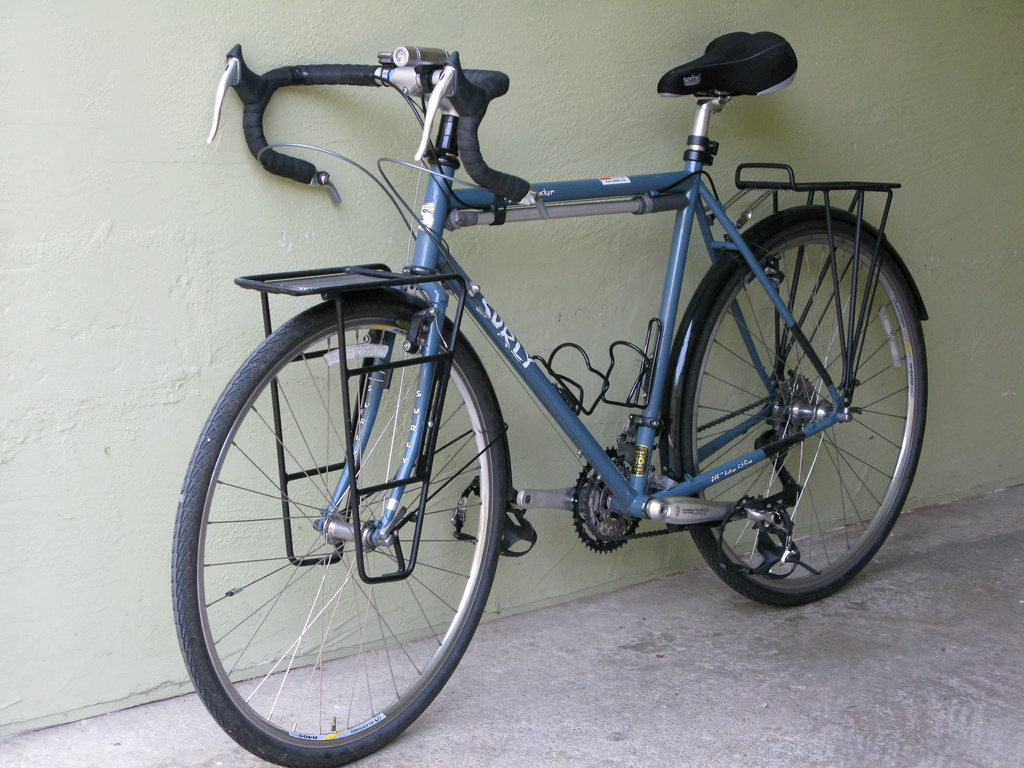
Das Reiserad Long Haul Trucker von Surly

Quality Bicycle Products (QBP) ist einer der weltweit größten Vertriebe für Fahrräder und Fahrradteile mit Sitz in Bloomington, Minnesota. Die Firma wurde 1981 gegründet und vertreibt ihre Produkte in den USA und über Retailer auch weltweit.
Die QBP besitzt 19 Marken, dazu gehören: Salsa, Surly, All-City, 45North, Handspun, Foundry, Civia, Whisky, MSW, Problem Solvers, Dimension, Mechanical Threads, R12, Q-Tubes, Cogburn, Buzzy's und iSSi. QBP vertreibt Fahrräder ebenso wie Fahrradteile und Outdoor-Ausrüstung vornehmlich in den USA. Den Vertrieb für den deutschsprachigen Raum für die QBP-Marken Salsa und Surly hat die fränkische Firma Cosmic Sport übernommen.
QBP unterstützte in der Vergangenheit immer wieder MTB-Veranstaltungen und den Bau von MTB-Trails in den USA. Die Firma legte 2015 ein Stipendienprogramm zur Ausbildung von Fahrrad-Mechanikerinnen in den USA auf.